# 과염소산 칼륨
과염소산 칼륨(Potassium perchlorate)은 화학식 KClO4를 갖는 무기염이다. 다른 과염소산염들처럼 이 염은 강한 산화제이지만 유기물질과 매우 느리게 반응하는 것이 일반적이다. 보통 무색의 고체 결정으로 취득되는 이 물질은 불꽃놀이, 탄약, 퍼커션 캡, 신관에 흔히 사용되는 산화제이며 추진제, 섬광 분말, 스파클러 등에 다양하게 사용된다. 고체 로켓 추진제로도 사용되지만 더 높은 성능의 과염소산 암모늄으로 대체되었다.

## 같이 보기
- 염소산염
- 아이오딘화물